# Mariusz Misiura
Mariusz Misiura (ur. 1 czerwca 1981 w Szczecinie) – polski piłkarz i trener piłkarski, od 2024 roku szkoleniowiec Wisły Płock.

## Kariera
Karierę piłkarską rozpoczął w klubie Salos Szczecin, którego jest wychowankiem. Następnie przeniósł się do Pogoni Szczecin, w której grał zarówno w pierwszej drużynie, jak i w drużynie rezerw. Jako zawodnik w I lidze zadebiutował 16 marca 2002 roku, podczas 19. kolejki, w zremisowanym 0:0 meczu z Polonią Warszawa. W sezonie 2001/2002 i 2002/2003 rozegrał łącznie 11 spotkań w Ekstraklasie, w tym cztery w podstawowym składzie.
W sezonie 2002/2003 grał również w Zniczu Pruszków. W kolejnym sezonie, 2003/2004, grał w rezerwach Pogoni, a także w Gwardii Koszalin. Następnie trafił do ŁKS-u Łomża, a potem dwa sezony (2004/2005, 2005/2006) spędził w Świcie Nowy Dwór Mazowiecki, wówczas drużynie drugoligowej.
Podczas sezonu 2006/2007 przetransferowany został do niemieckiego Türkiyemspor Berlin 1978, w którym zagrał w 9 spotkaniach, strzelając jedną bramkę. W tym samym sezonie powrócił do drużyny Pogoń Szczecin Nowa, a następnie do sezonu 2008/2009 występował w rezerwach Pogoni. W sezonie kolejnym – 2009/2010 – występował w drużynie Stal Szczecin, by przenieść się następnie w sezonie 2010/2011 do Osadnika Myślibórz. Przez dwa kolejne sezony nie grał w żadnej drużynie piłkarskiej, lecz w sezonie 2012/2013 dołączył do składu Hetmana Grzybno, gdzie po sezonie 2013/2014 zakończył karierę piłkarską.

## Kariera trenerska
Prowadził drużynę żeńską Pogoni Szczecin (wcześniej Gryf Szczecin), którą objął w 2007 roku, a z którą wywalczył w 2010 awans do Ekstraligi. Prowadził także drużynę żeńską BW Hohen Neuendorf. Pracował w Chinach, w Guizhou Hengfeng (jako koordynator ich akademii młodzieżowej); obejmował też stanowisko w jednym z działów Realu Madryt. Misiura pracował także w reprezentacji Polski w piłce nożnej kobiet.
W czerwcu 2020 objął trzecioligową Wartę Gorzów Wielkopolski. Rok później, w czerwcu 2021, został trenerem Znicza Pruszków, który w owym czasie występował w II lidze. W sezonie 2022/2023 wywalczył z drużyną bezpośredni awans do I ligi. W czerwcu 2023 jego kontrakt został przedłużony o rok. W kolejnym sezonie, 2023/2024, prowadzony przez niego Znicz utrzymał się w I lidze. W 2024, w wieku 42 lat, przyjęty został na dwuletni kurs przygotowujący do otrzymania licencji UEFA Pro.
Misiura przestał pełnić funkcję trenera Znicza z końcem sezonu 2023/2024 w związku z wygaśnięciem jego kontraktu. Był on w tym czasie wiązany z objęciem ekstraklasowej Warty Poznań, a także Wisły Płock, Motoru Lublin i ŁKS-u Łódź. 1 czerwca 2024 zapowiedziane zostało, iż zostanie on pierwszym trenerem Wisły Płock, występującej wtedy w I lidze, z którą podpisał dwuletnią umowę, w której zapisano również możliwość jej prolongaty. Prowadzenie klubu objął 13 dni później, po urlopie. W sezonie 2024/2025 prowadzona przez niego Wisła zajęła 3. miejsce w lidze i awansowała po barażach do Ekstraklasy.

## Życie prywatne
Jego żona jest Kenijką. Misiura posiada również dziecko.